# Црквице (Бока которска)
Црквице су насеље у Црној гори, на планини Орјен, познато као највлажније насељено место у Европи (иако неке ненасељене локације на Исланду имају већу количину падавина). Просечна годишња количина падавина у периоду 1931—1960. године износила је 4.927 милиметара, а у периоду 1961—1990. године 4.631 милиметар. Највеће годишње количине падавина премашују 7.000 милиметара, а највећа икада забележена количина падавина износила је 8.036 милиметара (1937).